# Малая белолобая лептотила
Малая белолобая лептотила (лат. Leptotila verreauxi) — птица из семейства голубиных.

## Описание
Малая белолобая лептотила достигает длины 28 см. Половой диморфизм выражен незначительно.
Малая белолобая лептотила - это неприметные голуби. У самца нижняя сторона тела светлая, спина каштанового цвета, а вершина хвоста белая. Лоб белый с розовым отблеском. Верх головы от красновато-серого до красно-коричневого цвета. Задняя шея коричневая или серая с розовым или от бронзово-зелёного до красноватого отлива. У некоторых подвидов окологлазное кольцо синее. Тем не менее встречаются также подвиды с красными кругами вокруг глаз.

## Распространение
Малая белолобая лептотила распространена от южных штатов США через Центральную Америку до Южной Америки. Она отсутствует в Чили и на юге Аргентины. Она населяет опушки леса в засушливых областях, а также светлые леса и культурные ландшафты.

## Поведение
Питается плодами, а также семенами трав, плодами кактусов и злаковыми культурами. Животный корм также играет роль в её пищевом спектре. Она в отличие от большинства голубиных видов питается также такими крупными насекомыми, как саранча и сверчки. Типично для  малой белолобой лептотилы - быстрые, нервные движения и движения головы и хвоста при неуверенности и беспокойстве. При этом хвост поджимается и быстро поднимается. Эти движения хвоста часто сопровождаются синхронными движениями головы.

## Размножение
Малая белолобая лептотила гнездится на деревьях или кустах. Гнездо по сравнению с другими голубиными гнездами большое. Кладка состоит из двух кремового цвета яиц. Период инкубации составляет 14 дней.